# Bentleyville (Ohio)
Bentleyville è un villaggio degli Stati Uniti d'America, situato nello stato dell'Ohio, nella contea di Cuyahoga.